# Quintessence (groupe français)
Pour les articles homonymes, voir Quintessence.
Quintessence est un groupe français de black metal, originaire de Poitiers.

## Historique
Le groupe est initialement formé en 2005 à Poitiers, sous le nom d'Occulta, par le guitariste Xavier, rapidement rejoint par Kriss, Antoine, Démence et Ludo. Le style du groupe évolue quelque peu au fil du temps, leur première production étant très typée black metal scandinave avec l'omniprésence des claviers, qui disparaîtront par la suite pour laisser place à des influences heavy metal caractérisées par l'apparition systématique de solos de guitare et par la structure des compositions. Le groupe a également la particularité d'utiliser un chant en français.
La première démo du groupe intitulée Black Hordes Unleashed est sortie en août 2007 sous le nom d'Occulta, soit peu de temps avant que le groupe ne change de batteur et de nom pour prendre celui de Quintessence. Cette démo, auto-produite et éditée à seulement 200 exemplaires, se compose de quatre titres rappelant de nombreux groupes des années 1990, de par la place importante qu'y tiennent les mélodies de guitare et les claviers. V.R. rejoint ensuite le groupe à la batterie à la fin de l'année 2007 pour l'enregistrement du premier album Le fléau de ton existence qui sortira le 28 mars 2009 sur le label polonais Nija Art, avant d'être réédité en avril 2010 par le label japonais Hidden Marly Productions, réédition comportant 5 titres bonus enregistrés en live. Cet album marque une première évolution dans le style du groupe : les claviers ont disparu et les guitares jouent clairement le premier rôle grâce à des mélodies omniprésentes et à une production beaucoup plus soignée qu'auparavant. Ce premier album marque également l'apparition du chant en français, langue que conservera le groupe sur son deuxième opus.
Le 30 mars 2010 sort sur le label mexicain Satanic Records une K7 intitulée Pictavian Onslaught, split avec le groupe poitevin Valuatir regroupant des titres de chacun des groupes enregistrés lors d'un concert en mai 2009 à Toulouse. Les enregistrements de Quintessence regroupent des titres de chacune de leurs productions, ainsi qu'une reprise du groupe Sarcofago, Crush, Kill, Destroy. À noter que la batterie est assurée par un nouveau membre, Fog, et que ce concert semble être le dernier qu'ait effectué le groupe, qui indique qu'il ne se produit dorénavant plus sur scène.
La formation subira par la suite d'importants changements, puisque Démence et Antoine, respectivement au chant et à la basse, ne sont pas présents sur le deuxième album du groupe sorti le 16 février 2011 sur le label français Armée de la Mort Records,. Ce deuxième opus, nommé Le bourreau de Tiffauges, est un concept retraçant la vie de Gilles de Rais. Le chant, tout comme la basse et la batterie, est assuré par Fog, et les guitares par Xavier et Kriss. Cet album se caractérise par des compositions relativement longues aux structures plus complexes que sur les précédentes productions du groupe, et par les solos de guitare qui font leur apparition sur chacun des titres.
Début 2012, Quintessence ne compte plus que deux membres, Xavier et Fog. Une nouvelle sortie semble être prévue pour l'année 2012 : il s'agit d'un split LP avec le groupe français Annthennath, nommé Eram quod es, eris quod sum,. Le split sort en juin 2014.

## Membres

### Membres actuels
- Xavier – guitare solo (depuis 2007)[10]
- Kriss – guitare rythmique (depuis 2007)[10]
- Fog – batterie, basse, chant (depuis 2008)[10]

### Anciens membres
- Antoine – basse (2007-2010)[10]
- Vincent Roubière – batterie (2007-2008)[10]
- Démence – chant (2007-2010)[10]

## Discographie
- 2007 : Black Hordes Unleashed (démo sous le nom Occulta)
- 2009 : Le fléau de ton existence  (album studio)
- 2010 : Pictavian Onslaught (split avec Valuatir)
- 2011 : Le bourreau de Tiffauges (album studio)
- 2014 : Eram Quod Es, Eris Quod Sum (split avec Annthennath)[10]